# Aleksander Čeferin
Aleksander Čeferin (* 13. října 1967 Lublaň) je fotbalový funkcionář. Od roku 2016 zastává funkci prezidenta Unie evropských fotbalových asociací (UEFA).

## Životopis
Čeferin vystudoval právo na Univerzitě v Lublani. Poté začal pracovat v rodinné firmě v advokátní kanceláři, která zastupuje řadu profesionálních sportovců a klubů. Později převzal od svého otce post jako ředitel podniku.
Jeho prvním kontaktem se světem fotbalu bylo členství ve výkonném výboru FC Litija, slovinského futsalového týmu. Později se stal manažerem NK Olimpija Ljubljana do roku 2011.
V roce 2011 byl zvolen předsedou Slovinského fotbalového svazu. Do druhého funkčního období byl znovu zvolen v únoru 2015. Ve stejném období je také členem právního výboru UEFA a od roku 2015 je místopředsedou.
Dne 14. září 2016 byl Čeferin zvolen sedmým předsedou UEFA během 12. mimořádného kongresu v řeckých Aténách. Vyhrál v prvním kole se 42 hlasy z 55 proti Nizozemci Michaelu van Praagovi, který dostal 13 hlasů.

## Zajímavosti
Domluví se pěti jazyky, a sice anglicky, slovinsky, italsky, srbsky, a také chorvatsky.[zdroj?]